# Ion Hagiu
Ion Hagiu (n. 29 noiembrie 1926, Zăbala, județul Covasna – d. august 1996) a fost un cântăreț român de muzică folk care a apărut pe albumul "Cenaclul Flacăra în concert" alături de Adrian Păunescu, Nicu Alifantis, Mircea Vintilă, Mircea Baniciu, Vasile Șeicaru, Arpad Domokos, Ștefan Hrușcă, Alexandru Zărnescu, Mihail Stan, Grupul 2½,Ducu Bertzi, Mihaela Giurgiu, Gil Ioniță, George Nicolescu, Grupul Ecoul, Cătălin Condurache, Mihaela Popescu, Constantin Dragomir. Ion Hagiu era de profesie învățător. Melodia care l-a făcut celebru este Căciula.

## Melodii
- Căciula
- Balada plugarului
- Măicuța
- De vii vara pe la noi

## Legături externe
- Un covăsnean la Cenaclul Flacăra - prof. Ioan Hagiu din Zăbala Arhivat în 25 februarie 2017, la Wayback Machine.
- Căciula pe YouTube